# كوكو مدموزيل

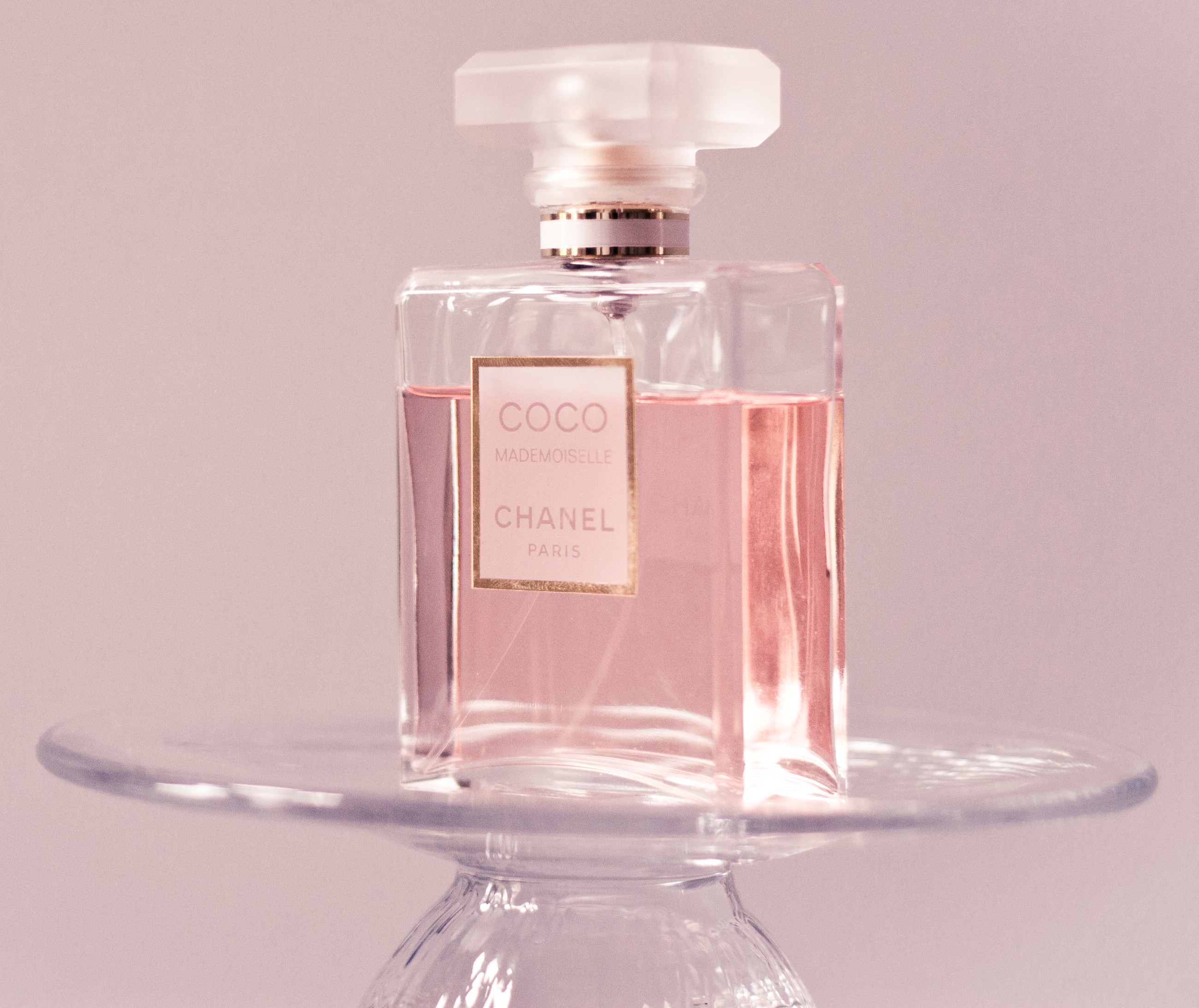
عطر كوكو مدموزيل من شانيل

Coco Mademoiselle هو عطر نسائي في مجموعة Chanel تم طرحه في عام 2001 للمستهلكين الأصغر سنًا. تم إنشاء العطر من قبل جاك بولج، الذي كان يعمل في شانيل من 1978 إلى 2015.

## فيلم كوكو مدموزيل
في عام 2006 ، أطلقت شانيل فيلمًا إعلانيًا جديدًا من بطولة عارضة الأزياء الحالية كيرا نايتلي بدور كوكو شانيل. أخرج الفيلم المخرج الإنجليزي الحائز (لاحقا) على جائزة BAFTA جو رايت، والذي عمل أيضًا مع نايتلي في أفلامه الحائزة على جوائز Pride & Prejudice (2005) وAtonement (2007). أعاد مغني السول جوس ستون تسجيل فيلم "L-O-V-E" لنات كينج كول عام 1965 للفيلم القصير.

## الإعلانات
في عام 2014 ، تم تصوير إعلان أخرجه رايت في Cité du Cinéma بواسطة Luc Besson مع Knightley وDanila Kozlovsky في الأدوار الرئيسية.

## المتحدثين
تضمنت عارضات الأزياء الشهيرة كيت موس ونايتلي (حاليًا).

## عارضات روجوا للمنتج
- كيرا نايتلي في دور جابريلا أو كوكو للاحتفال بمناسبة مرور 100 عام بيت أزياء شانيل.[1][2]
- عام 2014 شاركت كيرا نايتلي مع الممثل الروسي دانيلا كوزلفسكي في فيلم دعائي قصير في حملة إعلانية للمنتج.[3]

## فيلم كوكو مادموزيل
في عام 2006، أَطلقت شانيل فيلمًا إعلانيًا جديدًا بطولة المتحدثة باسم عارضة الازياء الحالية كيرا نايتلي في دور كوكو شانيل . ولقد تم إخراج الفيلم بواسطة المخرج الإنجليزي جو رايت ، الحائز على جائزة بافتا ، والذي عمل أيضًا مع نايتلي في أفلامه الحائزة على جوائز Pride & Prejudice (2005) و Atonement (2007). وقام مغني السول جوس ستون بإعادة تسجيل أغنية " LOVE " التي قدمها نات كينج كول عام 1965 للفيلم القصير.